# 오고에정
오고에정(大越町)은 후쿠시마현 다무라군에 있었던 정이다. 2005년 3월 1일 오고에정 등 5개 정·촌이 합병하여 다무라시가 신설되고, 오고에정 등은 폐지되었다. 오고에는 다무라시의 지명이되었다.

## 개요
정명의 유래는 8세기 후반경 에조 정토를 하러 온 사카가미 다무라 마로의 군이 큰소리를 쳐 진군한 것이 유래되었다.
이전에는 다무라의 가신, 오코시씨에 의해서 지배되고 있었다. 담배산업이 번성하던 지역이었으나, 시간이 지남에 따라 쇠퇴해 갔다. 전후에는 스미토모 오사카 시멘트가 조업을 시작해 인구가 증가했지만, 2000년에 공장은 폐쇄되어 산업의 공동화가 진행되고 있다.

## 역사
- 1889년 4월 1일 - 정촌제 시행에 의해 오고에촌, 나나고촌이 성립하였다.
- 1942년 2월 8일 - 정으로 승격하였다.
- 1955년 4월 1일 - 오고에정에 나나고촌의 일부가 편입합병되었다.(나나고촌의 나머지 일부는 후네히키정으로 신설합병되었다.)
- 2005년 3월 1일 - 오고에정 및 다무라군의 후네히키정, 다키네정, 도키와정, 미야코지촌 등 5개 정·촌이 합병하여 다무라시가 신설되고, 오고에정 등은 폐지되었다.

## 교육
- 오에쓰정립 오에쓰중학교
- 오에쓰정립 가미오에쓰초등학교
- 오에쓰정립 시모오에쓰초등학교
- 오오에정립 마키노초등학교

## 교통

### 철도
- 동일본 여객철도 반에쓰토선

### 도로
- 반에쓰 자동차도
- 국도 349호선